# Grupo 6 de Caza
El Grupo 6 de Caza es el componente aéreo de la VI Brigada Aérea de la Fuerza Aérea Argentina. Cuenta con una dotación de entrenadores IA-63 Pampa III B2. Próximamente está brigada recibirá un lote de 24 cazas multirrol F-16AM/BM Block 15MLU M6.5 de fabricación estadounidense.

## Historia

### 1978-1982: creación
El 16 de agosto de 1978 el comandante en jefe de la Fuerza Aérea Omar Graffigna puso en funciones el Grupo 6 de Operaciones «Dagger» bajo el mando del comodoro Teodoro Waldner.
Argentina compró un número de 35 aviones IAI Dagger A y 4 IAI Dagger T en 1978.

### 1982: guerra de las Malvinas
Tras la Operación Rosario, el jefe del Grupo 6 de Caza, comodoro Tomás Rodríguez, ordenó a su unidad la formación de dos escuadrones aeromóviles compuestos por seis aviones cada uno para su despliegue al sur. El oficial al mando del Grupo Técnico 6, comodoro Pedro Martínez, dispuso la formación de dos escuadrones técnicos para apoyar a las sendas unidades aéreas. El 3 de abril, la superioridad ordenó al Grupo 6 enviar un escuadrón a Río Gallegos y el otro a Comodoro Rivadavia, donde se subordinarían al Comando de la Fuerza Aérea Sur. Algunos pilotos expertos en el avión Dagger permanecieron en Tandil entrenando nuevos aviadores con el objetivo de formar un tercer escuadrón para apoyar las operaciones en el sur o bien para apoyar un despliegue en la frontera con Chile.
El I Escuadrón, bajo el mando del mayor Carlos Napoleón Martínez, tenía previsto desplegar en la Base Aérea Militar Río Gallegos pero finalmente lo hizo en la Base Aeronaval Almirante Quijada de Río Grande —En Río Gallegos ya habían desplegado dos escuadrones de A-4B Skyhawk del Grupo 5 de Caza—. Tras aterrizar en Río Grande, los pilotos observaron avutardas en la pista. El nombre de la unidad estaba listo: «I Escuadrón Aeromóvil “Las Avutardas Salvajes”», por la similitud guardada por estas aves con el jet Dagger configurado con el peso máximo. Con este nombre la unidad se unió al Sector de Defensa Aérea Río Grande.
El II Escuadrón Aeromóvil Dagger, comandado por el mayor Juan Carlos Sapolski, inicialmente se estableció en el aeropuerto de Comodoro Rivadavia, pero después cambió al aeropuerto de Puerto San Julián, más cercano a las Malvinas. En este aeródromo funcionaba la Base Aérea Militar San Julián, que apoya al Grupo 4 de Caza.
Los escuadrones aeromóviles cumplimentaron misiones de ataque contra buques británicos, escolta y patrulla. Los aviones Dagger cargaban bombas en las misiones de ataque, y misiles Shafrir en las misiones de escolta y de patrulla. Los Escuadrones cumplieron sirvieron entre el 1 de mayo y el 13 de junio de 1982 cumpliendo 145 misiones de combate y perdiendo 11 aviones y cinco aviadores.

#### Misiones
El II Escuadrón Aeromóvil se desplegó el 19 de abril de 1982 en la Base Aérea Militar San Julián con seis aviones Dagger y uno de reserva.

##### 1 de mayo
La mañana del 1 de mayo aviones británicos bombardearon las islas Malvinas. La respuesta fue en la forma de secciones de interceptores armados de misiles aire-aire Shafrir. Una estas secciones fue la «Toro», compuesta por el capitán Carlos Moreno y el teniente Héctor Volponi, estuvo cerca de entrar en combate con un par de aviones Sea Harrier enemigos.
Las operaciones de combate iniciaron el 1 de mayo de 1982. Este día el Escuadrón Aeromóvil cumplimentó tres salidas. Una de ellas fue cumplida por una escuadrilla de tres aviones al mando del capitán Norberto Dimeglio, la cual atacó al destructor Glamorgan y las fragatas Alacrity y Arrow produciendo daños diversos.
El primer teniente José Ardiles comandando el Dagger A C-433 murió en un combate contra dos Sea Harrier FRS.1 británicos sobre la isla Soledad. Ardiles murió al explotar su avión tras ser impactado por un misil AIM-9L Sidewinder lanzado por Bertie Penfold.

##### San Carlos
El I Escuadrón Aeromóvil participó de las acciones en la batalla de San Carlos.
El 21 de mayo una fuerza de cinco aviones al mando de los capitanes Norberto Dimeglio y Raúl Díaz atacó dañando al destructor Antrim y la fragata Brilliant en el estrecho de San Carlos. Poco después una escuadrilla de tres aviones al mando del capitán Guillermo Donadille fue derribada en un combate aéreo con aviones Harrier enemigos. Una escuadrilla de tres aviones al mando del capitán repitió el ataque contra la Brilliant. El teniente Pedro Bean pereció en el estrecho de San Carlos tras caer derribado por un misil. El oficial integraba una escuadrilla que atacaba a la fragata HMS Argonaut.
El 23 de mayo una formación de tres aviones conducida por el capitán Dimeglio cumplimentó un ataque a tierra.
El 24 de mayo una escuadrilla de tres aviones a cargo del capitán Jorge Dellepiane bombardeó la costa del brazo San Carlos bajo fuego antiaéreo intenso. Otra escuadrilla de tres aviones al mando del capitán Raúl Díaz fue derribada completamente por una patrulla aérea de combate de Sea Harrier. Dos aviadores sobrevivieron eyectándose mientras el teniente Carlos Castilo murió al recibir un misil de lleno en su Dagger. El mismo día, el teniente Héctor Volponi murió derribado sobre la isla Borbón tras impactar un misil AIM-9L en su avión.
El teniente Juan Domingo Bernhardt falleció el 29 de mayo tras caer su avión abatido por un misil superficie-aire Rapier disparado desde tierra.

##### Aviadores muertos en combate
- Capitán (post mortem) José Leónidas Ardiles (1 de mayo de 1982).[21]
- Primer teniente (post mortem) Pedro Ignacio Bean (21 de mayo de 1982).[16]
- Primer teniente (post mortem) Héctor Ricardo Volponi (23 de mayo de 1982).[19]
- Primer teniente (post mortem) Carlos Julio Castillo (24 de mayo de 1982).[22]
- Primer teniente (post mortem) Juan Domingo Bernhardt (29 de mayo de 1982).[20]

### 1982-presente
El Grupo 6 perdió un total de 11 aviones en el conflicto del Atlántico Sur. La Argentina adquirió un lote de 10 aviones Mirage M-5P/5P3 a la Fuerza Aérea del Perú (FAP), que en 1986 son transferidos a la X Brigada Aérea de Río Gallegos, Provincia de Santa Cruz.
En 1988/89 el G-6C recibió la dotación de interceptores Mirage M-III EA/DA provenientes del disuelto Grupo 8 de Caza de Moreno. En 1998 se tramita la baja de los interceptores M-III CJ/BJ de la IV Brigada Aérea de El Plumerillo, Provincia de Mendoza. De esta manera todos los aviones de la familia Mirage quedaron concentrados en una sola brigada aérea hacia el siglo XXI.
En agosto, el Grupo 6 participó del ejercicio Águila I o Southern Falcon, celebrado en la V Brigada Aérea junto a cazas F-16C del 160.º Escuadrón de Caza de la USAF, además de A-4 Skyhawk del Grupo 5 de Caza. Del 18 al 28 de abril de 2001, el Escuadrón I participó de la segunda edición junto al 121.º Escuadrón de Caza de EE. UU, además del Grupo 5.
En 2015 la FAA dio de baja definitiva a la totalidad de interceptores Mirage M-III EA, M-5P/5P3, M-5 "Dagger" y M-5 "Finger" tras 43 años de servicio. La familia Mirage tuvo su despedida en la VI Brigada Aérea el 29 de noviembre de 2015. La brigada aérea recibió como solución transitoria a una dotación de seis (6) entrenadores IA-63 Pampa III B2 de fabricación nacional.

## Equipamiento
- IAI Dagger A (1979-1988).[28]
- IAI Dagger T (1979-2015).[28]
- IAI Finger IIIA (1988-1989).[28]
- IAI Finger IIIB (1989-2015).[28]
- Mirage 5P (1982-1986).[28]
- Mirage IIIEA (1988-2015).[29]
- Mirage IIIDA (1988-2015).[29]

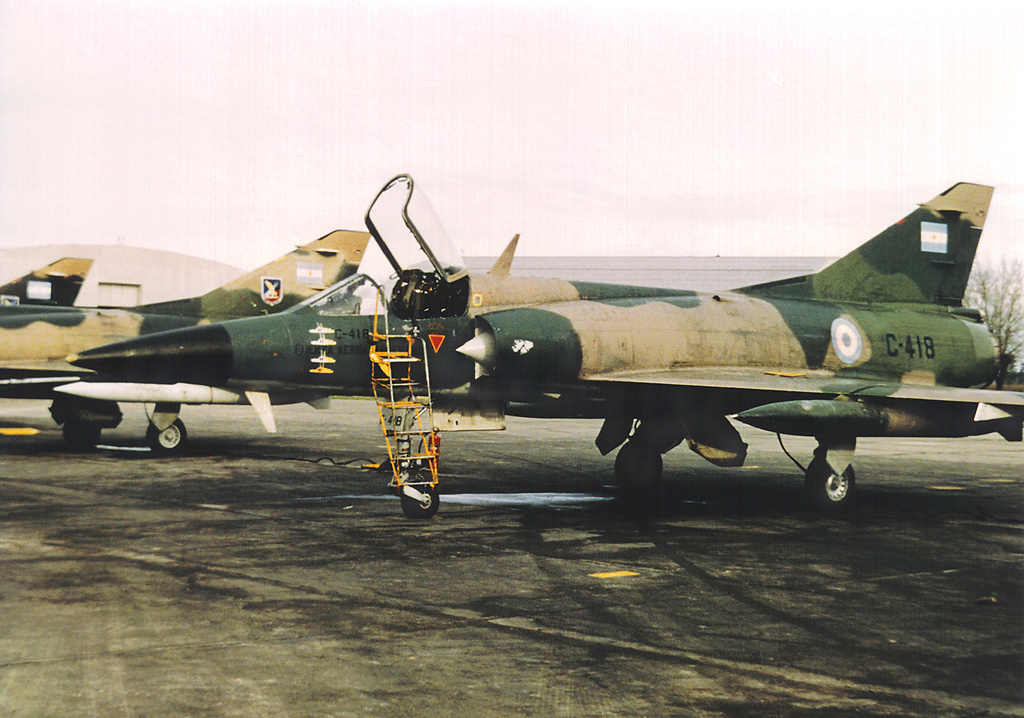
IAI Dagger A

- FAdeA IA-63 Pampa III (2018-presente).[27]
- Lockheed Martin F-16AM/BM Figthing Falcon (2025).[30]